# Pfarrkirche Lochen

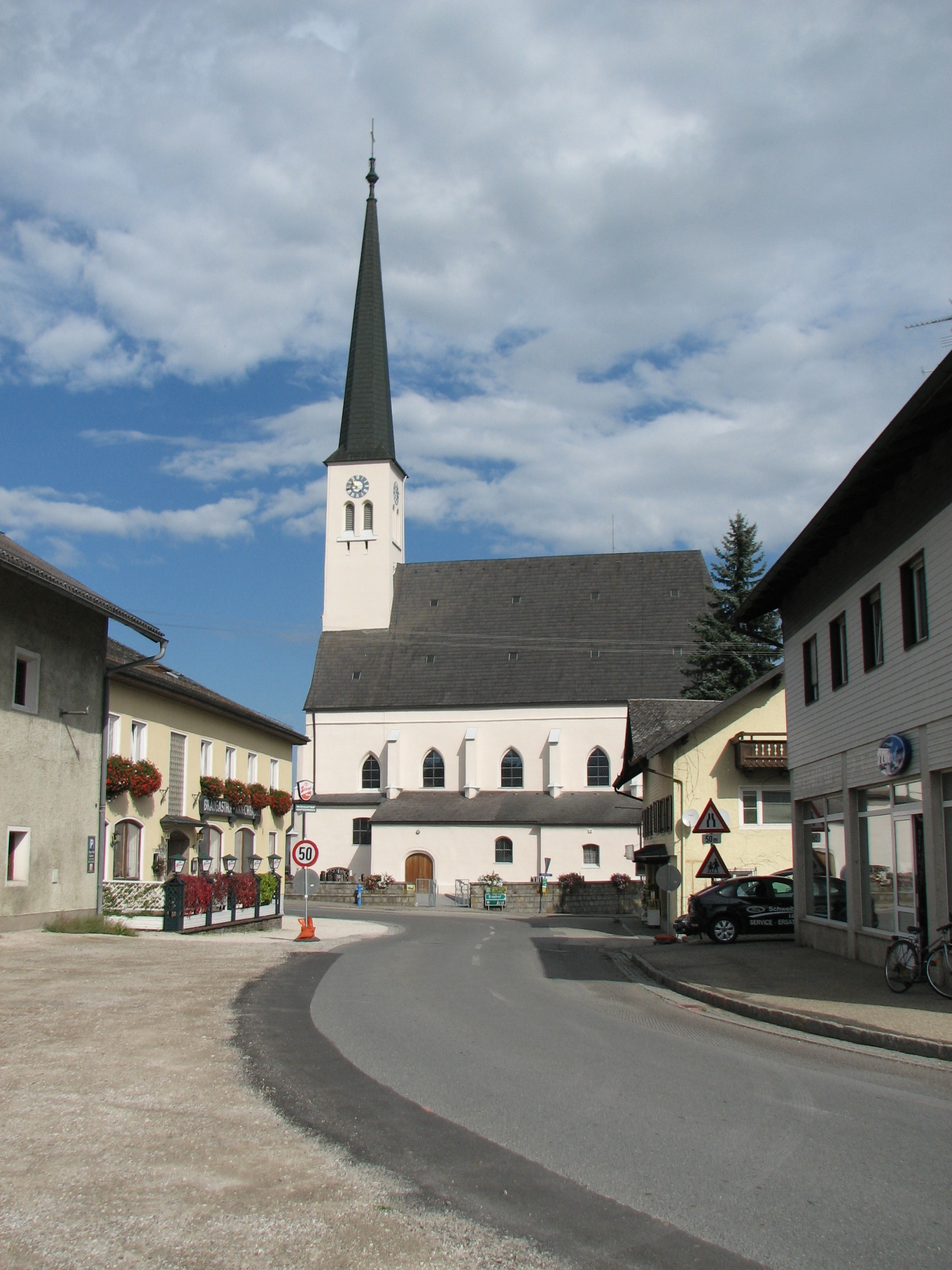
Pfarrkirche Mariä Himmelfahrt in Lochen

Die Pfarrkirche Lochen steht in Lochen in der Gemeinde Lochen am See im Bezirk Braunau am Inn in Oberösterreich. Die römisch-katholische Pfarrkirche Mariä Himmelfahrt gehört zum Dekanat Mattighofen in der Diözese Linz. Die Kirche und der Friedhof stehen unter Denkmalschutz.

## Geschichte
Die Pfarrkirche wird erstmals 1143 in einer Personalzinsurkunde von Stift Mattsee erwähnt und gehörte damals zum Bistum Passau. Durch den Frieden von Teschen im Jahre 1779 kam das gesamte Innviertel mit Lochen von Bayern zu Österreich. Im Zuge dieser Veränderung kam Lochen 1785 von der Diözese Passau zur Diözese Linz.
Die Kirche wurde zu Ehren der Himmelfahrt Mariens mit drei Altären erbaut und zwischen dem 13. und 15. Jahrhundert vielfältig verändert und später auch barockisiert. Nach einem Blitzeinschlag im 19. Jahrhundert wurden das Glockengeschoß und der Turmhelm neu gestaltet. Der Kirchturm fiel im Jahre 1978 nochmals den Flammen zum Opfer. Die letzte Renovierung wurde 1992 abgeschlossen.

## Ausstattung

Innenansicht, Blick zum Chor

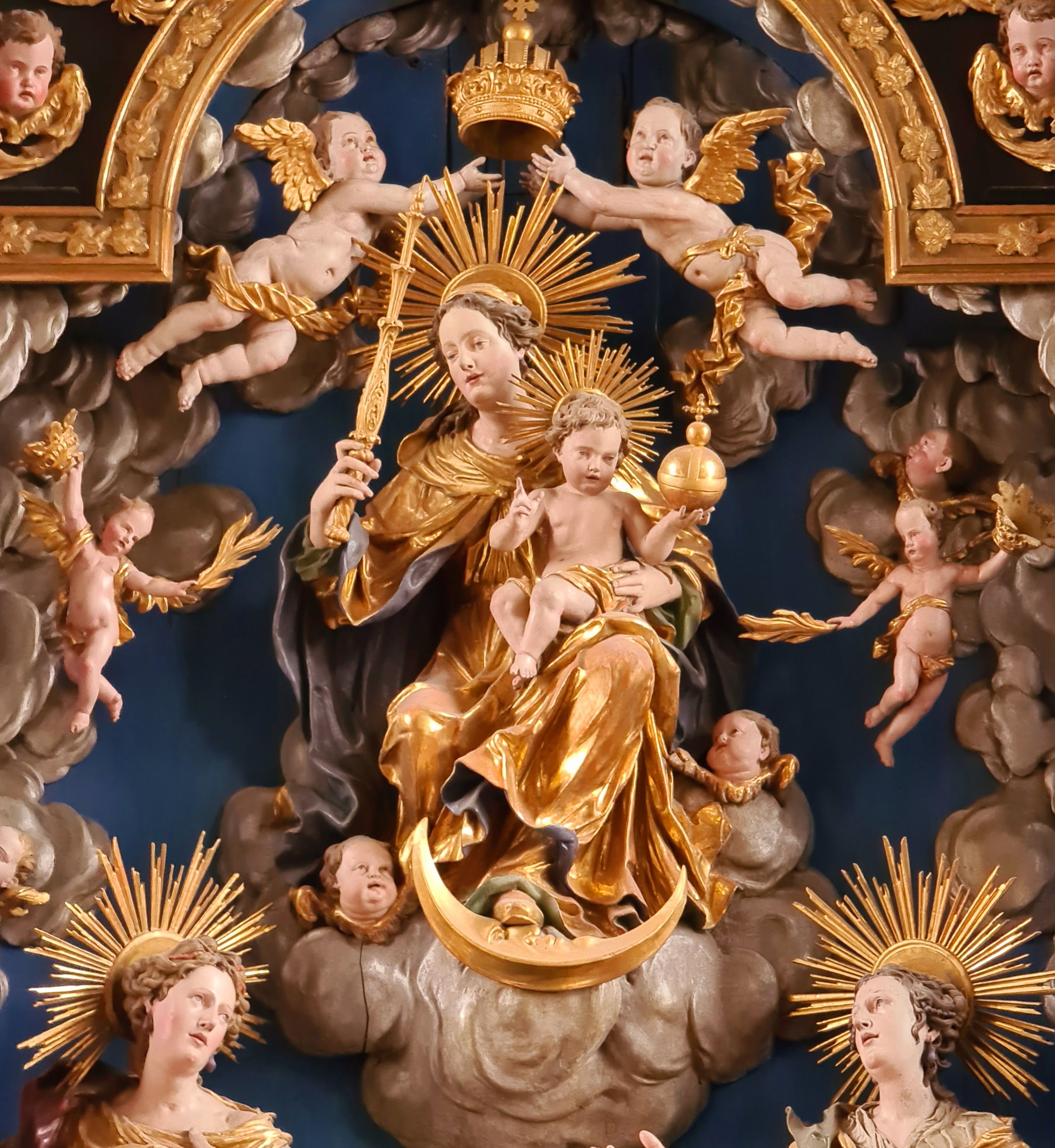
Madonna am Hochaltar

Die Kirche besitzt einen einschiffigen gotischen Baukörper mit Strebepfeilern an den Außenwänden. Im Westen ist ein Glockenturm angebaut. An der Südseite befindet sich ein ebenfalls gotischer Anbau, in diesem sind eine Vorhalle, die Sakristei und die Annakapelle untergebracht.
Die Vorhalle besitzt eine beschlagene Kirchentür mit einem massiven gotischen Portal. Das Giebelbild des Portals stammt aus dem frühen 18. Jahrhundert und stellt die Vertreibung der Händler aus dem Tempel dar. Rechts der Vorhalle liegt die Annakapelle, die ebenfalls barock umgestaltet wurde. Das Deckenbild von 1830 zeigt die Heilige Sippe. Der Altar bezieht sich auf die hl. Anna, wie sie Maria das Lesen lehrt. Die Figuren in der Kapelle sind der hl. Rochus und der hl. Sebastian.
Das Langhaus ist durch leicht vorgesetzte Wandpfeiler mit barocken Kapitellen gegliedert. Ein starker Wandpfeiler trennt das Langhaus von einem zweijochigen Chor. Die zweistöckige Empore ist im Untergeschoß noch in dem spätgotischen Originalzustand erhalten, die Orgelempore wurde erst später darauf gesetzt. Die Deckengemälde stammen von Wilhelm Hauschild und stellen im Chor die Himmelfahrt Mariens dar und im Langhaus das Martyrium des hl. Bartholomäus. Der Hochaltar (Darstellung der Muttergottes mit dem Jesuskind, thronend auf den Wolken) von 1709 wird dem Bildhauer Meinrad Guggenbichler aus Mondsee zugeschrieben. Er ist figürlich reich ausgestaltet (hl. Georg, hl. Florian, hl. Barbara, hl. Katharina). In der Mitte des Altaraufsatzes steht wiederum der hl. Bartholomäus zwischen Engeln und wird flankiert von dem hl. Sebastian und dem hl. Rochus. Den Abschuss bildet ein Auge Gottes.
Die Kanzel von 1713 zeigt Bilder der vier Evangelisten. Auf dem Schalldeckel ist das Bild eines Pelikans, der sich die Brust aufreißt, um mit seinem Blut seine Jungen zum Leben zu erwecken.
Der linke Seitenaltar von 1724 ist wie der Hauptaltar Maria geweiht, im Aufsatz sind die hl. Barbara und die hl. Apollonia. Der rechte Seitenaltar von ungefähr zeigt die Vierzehn Nothelfer und im Aufsatz wird den Kampf des hl. Michaels dargestellt. Die seitlichen Statuen sind der hl. Joachim und der hl. Josef.
Der Kreuzweg wurde 1859 anstelle eines Vorgängers aus dem 18. Jahrhundert angebracht, er stammt von dem Maler Franz Meier aus Salzburg.